# Південмашавіа
Південмашавіа (укр. Авіаційна транспортна компанія «Південмашавіа») — українська авіакомпанія, створена 1985 року. Надає послуги з перевезення вантажів та виконує чартерні рейси.
Головний офіс знаходиться в Дніпрі. Компанія має аеродромний комплекс, розташований на території Міжнародного аеропорту "Дніпро".
Генеральним директором є Харченко Михайло Вікторович.

## Історія
Авіатранспортна компанія Південмашавіа заснована 19 лютого 1993 року як підрозділ Південмаш. Свій досвід в пасажирських перевезеннях авіакомпанія отримала, доставляючи делегації заводу на космічні пуски і забезпечуючи рейси у бізнес-класі для VIP-пасажирів. Згодом компанія почала розвивати вантажні авіаперевезення.
З лютого 1993 АТК «Південмашавіа» є структурним підрозділом Державного підприємства «Південний машинобудівний завод ім. А. М. Макарова». Авіакомпанія уповноважена перевозити товари військового та подвійного призначення, небезпечні вантажі завдяки багатому досвіду доставки гуманітарних вантажів в Європу, Азію, Африку і Південну Америку.
У 2017 році компанія повернула в експлуатацію відновлене повітряне судно Іл-76Т.
У 2020 році Південмашавіа підписала меморандум з Flight Solution Sp.zo.o. щодо подальшої співпраці та спільного інвестування у галузі авіаційних послуг.

## Сфера діяльності
Наразі компанія пропонує ряд додаткових послуг, окрім пасажирських та вантажних авіаперевезень:
- продаж авіаквитків на всі напрямки;
- бронювання готелів по всьому світу;
- базування та охорона повітряного судна;
- технічне обслуговування повітряного судна;
- використання різних видів автотранспорту та спецтехніки;
- зберігання вантажів.

## Флот
Станом на лютий 2017 року флот авіакомпанії налічував 5 літаків:
- 2 Іл-76ТД
- 2 Як-40
- 1 Як-40К